# Gerónimo Barbadillo
Gerónimo Barbadillo González, né le 24 septembre 1954 à Lima, est un footballeur international péruvien qui jouait au poste d'ailier droit.
Surnommé « Patrulla », il est le fils de Guillermo Barbadillo, footballeur péruvien des années 1940 et 1950.

## Biographie

### Carrière en club
Gerónimo Barbadillo est l'une des idoles des Tigres de la UANL, faisant partie du top 5 des meilleurs buteurs du club avec 61 buts marqués en 251 matchs. Champion du Mexique à deux reprises (1978 et 1982) et vainqueur de la Coupe du Mexique en 1976, il a marqué l'histoire des Tigres de la UANL au point que son numéro, le 7, fut retiré de l'effectif de l'équipe jusqu'en 2005.
Il poursuit sa carrière au milieu des années 1980 en Italie jouant successivement pour l'US Avellino (1982-1985) – qui déboursa 850 000 $, une somme record à l'époque, pour l'avoir dans ses rangs – et l'Udinese (1985-1986). Il fait une pige chez les amateurs de Sanvitese (1986-1987), avant de raccrocher définitivement les crampons.

### Carrière en équipe nationale
International péruvien de 1972 à 1985, Gerónimo Barbadillo reçoit 20 sélections (pour trois buts marqués). Il fait partie de l'équipe vainqueur de la Copa América 1975 avant d'être retenu dans le groupe disputant la Coupe du monde 1982 en Espagne où il joue les trois matchs du 1er groupe sans marquer de but. 
Il prend sa retraite internationale fin 1985 après avoir disputé les éliminatoires de la Coupe du monde 1986.

#### Buts en sélection
| Buts en sélection de Gerónimo Barbadillo | Buts en sélection de Gerónimo Barbadillo | Buts en sélection de Gerónimo Barbadillo     | Buts en sélection de Gerónimo Barbadillo | Buts en sélection de Gerónimo Barbadillo | Buts en sélection de Gerónimo Barbadillo | Buts en sélection de Gerónimo Barbadillo |
|                                          | Date                                     | Lieu                                         | Adversaire                               | Score                                    | Résultat                                 | Compétition                              |
| ---------------------------------------- | ---------------------------------------- | -------------------------------------------- | ---------------------------------------- | ---------------------------------------- | ---------------------------------------- | ---------------------------------------- |
| 1.                                       | 16 août 1981                             | Estadio Nacional, Lima (Pérou)               | Colombie                                 | 1-0                                      | 2-0                                      | QCM 1982                                 |
| 2.                                       | 16 juin 1985                             | Estadio Nacional, Lima (Pérou)               | Venezuela                                | 2-0                                      | 4-1                                      | QCM 1986                                 |
| 3.                                       | 30 juin 1985                             | Estadio Monumental, Buenos Aires (Argentine) | Argentine                                | 1-2                                      | 2-2                                      | QCM 1986                                 |

## Palmarès

### En club
| Defensor Lima - Championnat du Pérou (1) : - Champion : 1973. |  | Tigres de la UANL - Championnat du Mexique (2) : - Champion : 1978 et 1982. - Vice-champion : 1980. - Meilleur joueur : 1982. - Coupe du Mexique (1) : - Vainqueur : 1976. |

### En équipe nationale
Pérou
- Copa América (1) :
  - Vainqueur : 1975.